# Zack Greinke
Donald Zackary Greinke (ur. 21 października 1983) – amerykański baseballista występujący na pozycji miotacza w Kansas City Royals.

## Przebieg kariery
Greinke po ukończeniu szkoły średniej w 2002 roku został wybrany w pierwszej rundzie draftu z numerem szóstym przez Kansas City Royals i początkowo grał w klubach farmerskich tego zespołu, między innymi w Omaha Royals, reprezentującym poziom Triple-A. W Major League Baseball zadebiutował 22 maja 2004 w meczu przeciwko Oakland Athletics.
W sezonie 2009 po raz pierwszy wystąpił w All-Star Game i mając między innymi najlepszy wskaźnik ERA w lidze (2,16) otrzymał nagrodę Cy Young Award. W latach 2011–2012 grał w Milwaukee Brewers i Los Angeles Angels of Anaheim.
W grudniu 2012 podpisał sześcioletni kontrakt wart 147 milionów dolarów z Los Angeles Dodgers. W 2013 otrzymał nagrodę Silver Slugger Award, mając najlepszą spośród miotaczy w National League średnią uderzeń (0,328), zaliczył najwięcej uderzeń (19) i miał najlepszy wskaźnik on-base percentage (0,409).
25 lipca 2014 w meczu z San Francisco Giants na AT&T Park po raz drugi w MLB zaliczył cztery strikeouty w jednym inningu i został trzecim miotaczem w historii ligi obok Chucka Finleya i A.J. Burnetta, który tego dokonał. W sezonie 2014 ustanowił rekord kariery notując 17 zwycięstw i po raz pierwszy otrzymał Złotą Rękawicę.
W grudniu 2015 jako wolny agent podpisał sześcioletni kontrakt wart 206,5 miliona dolarów z Arizona Diamondbacks. 24 sierpnia 2016 w meczu z Atlanta Braves zaliczył 2000. strikeout w MLB. 31 lipca 2019 w ramach wymiany zawodników przeszedł do Houston Astros, a w marcu 2022 podpisał kontrakt z Kansas City Royals.

## Nagrody i wyróżnienia
| Nagroda/wyróżnienie     | Lata                               | Źródło      |
| 6× All-Star             | 2009, 2014, 2015, 2017, 2018, 2019 | [ 3 ]       |
| AL Cy Young Award       | 2009                               | [ 5 ]       |
| 6× Gold Glove Award     | 2014, 2015, 2016, 2017, 2018, 2019 | [ 3 ] [ 9 ] |
| 2× Silver Slugger Award | 2013, 2019                         | [ 7 ]       |